# Lili Ribkata
Lili Ribkata (ungefär översättning: "Lilly den lilla fisken") är en bulgarisk barnfilm från 2017, skriven, regisserad och producerad av Jasen Grigorov. 

## Handling
En saga om det extraordinära barnet Alex-Danny och hans vanliga föräldrar. Denna ovanligt vanliga familj står inför en prövning förbered för dom av den lilla häxan Lili.
En av hennes morföräldrar är en pratande fisk, den andra är en skugga som glider på väggarna, hennes mamma har fiskfjäll på händerna, och hennes far smider magiska amuletter efter hennes farmors beskrivningar, den gamla häxan Harame.
Lili åtar sig tillsammans med Alex-Danny utförandet av komplex magi. För alla andra är allt som återstår att ta hand om barnen.

## Rollista
- Christo Uzunov – berättare
- Darina Doseva – Lili
- Kalina Asenova – Alex
- Bojan Grigorov – Dani
- Kalojan Mintjev – Bojko
- Tatiana Lolova – tant Harame Saja
- Elena Kabasakova – mamma till Alex-Dani
- Dobrin Dosev – far till Alex-Dani
- Kojna Ruseva – Lilis mamma
- Stojan Radev – Lilis far
- Kalin Sarmenov – Koljo
- Desislava Spasova – Koljos fru
- Krasimir Rankov – professor i medicin
- Linda Ruseva – sjuksköterska
- Nikolaj Urumov – rektor
- Krasimira Demirova – sekreterare
- Luisabel Nikolova – lärare[12]

## Produktion

### Idé och bakgrund
Idén till manuset föddes när Jasen Grigorovs dotter fyllde två år och växte sedan fram bit för bit fram tills runt år 2010 när manuset var klart. Grigorov spenderade sedan de kommande 5 år åren med att hitta sätt att finansiera filmen.
Några av de första rollerna att rollsättas var Kalin Sarmenov, Dobrin Dosev och Elena Kabasakalova.
Filmen producerades av The Flying Agency med stöd från Bulgariska nationella filmcentret med en budget på 1 230 000 lev.

### Inspelning
Tanken med filmens miljöer var att de inte skulle begränsa filmen till att utspela sig någon specifik stans i Bulgarien utan istället se ut som taget från en barnboksillustration. Men efter att i två år rest runt i Bulgarien för att leta efter inspelningsplatser utan att hitta någon lämplig plats talade Jasen Grigorov i telefon med sin fotograf Krasimir Andonov för att beklaga sig över sin situation. Då råkade en förbipasserande överhöra samtalet och tipsade Andonov om staden Vidin med omnejd i nordvästra Bulgarien, som Grigorov ännu inte besökt. Grigorov och Andonov begav sig då dit för att leta efter inspelningsplats.
Filmen spelades in hösten 2016 under en månad i och runt orterna Vidin, Antimovo, Kutovo och Slanotrăn, på ön Kutovo i Donau samt under en vecka i Sofia.

## Mottagande
Filmen fick ett gott mottagande av publiken med utsålda salonger och 35 270 sålda biljetter på bio.
Filmen möttes även av kritik från folk som menade att filmen behandlade HBTQ-relaterade frågor. Kritiken besvarades av Jasen Grigorov som menade att det inte var mening att föra någon socialpolitisk agenda och att filmen istället handlar om oreserverad kärlek och självupptäckande. Han menade dessutom att filmen använder sig av metaforer som inte alls var tänkta att tolkas som sexuell frigörelse utan om andra saker som självkänsla och osäkerhet.